# Austrian Airlines
Austrian Airlines je glavna austrijska zrakoplovna tvrtka sa sjedištem na području Zračne luke Beč (Schwechat). Podružnica je njemačke Lufthanse. Zajedno s regionalnim podružnicama Tyrolean Airwaysa (Austrian Arrows) i charter tvrtke Lauda Air, obavlja letove u više od 130 destinacija. Prometno čvorište tvrtke je Zračna luka Beč a redovne linije održava i sa Zračne luke Innsbruck.  Članica je Star Alliancea.

## Povijesni razvoj
Zrakoplovna tvrtka Austrian Airlines osnovana je 30. rujna 1957. a svoj prvi let imala je 31. ožujaka 1958. godine iz Beča za London preko Zuricha s avionom Vickers Vikont. Nastala je spajanjem aviotvrtki Air Austria i Austrian Airwaysa. Prvi let na domaćoj liniji bio je 1. svibnja 1963. a prvi prekooceanski let u suradnji s Sabenom ostvaren je 1. travnja 1969. iz Beča preko Bruxellesa za New York.
Austrian Airlines je postala članica Star Alliancea u 2000. godine. Te godine Austrian preuzima Lauda Air, zrakoplovnu tvrtku čije poslovanje uključuje i dugolinijske letove a 15. veljače 2001. preuzima i Rheintalflug.  U rujnu 2003. ime tvrtke se skraćuje na Austrian. Dana 1. listopada 2004. letni operativni odjel Austriana i Lauda Air spojeni su u jednu cjelinu, ostavljajući ime Lauda Air kao brand samo za čarter letove. Austrian ima ukupno 6.394 zaposlenih
U studenom 2008. Austrian Airlines i Lufthansa objavljuju kako Lufthansa namjerava steći ÖIAG-ov udio u vlasništvu plus 2% koje drži Austrian Airlines, s čime bi Lufthansa preuzela kontrolu nad Austrian Airlinesom. Uz odobrenje Europske komisije, Lufthansa kupuje Austrian Airlines u rujnu 2009. godine.

## Flota
Zaključno s 2011., u floti Austrian Airlinesa su sljedeći zrakoplovi (prosječna starost zrakoplova je 10,6 godina): 
*Napomena: Biznis i ekonomska klasa A319, A320, A321 mogu se razlikovati u broju putnika ovisno od potrebe

## Vanjske poveznice
- Austrian mobile website
- Austrian Airlines Group  Arhivirana inačica izvorne stranice od 5. siječnja 2010. (Wayback Machine)
- Austrian Airlines stock information